# Macroscelidini
Macroscelidini – plemię ssaków z podrodziny Macroscelidinae w obrębie rodziny ryjkonosowatych (Macroscelididae).

## Zasięg występowania
Plemię obejmuje gatunki występujące w Afryce.

## Podział systematyczny
Do plemienia należą następujące rodzaje:
- Petrosaltator Rathbun & Dumbacher, 2016 – jedynym przedstawicielem jest Petrosaltator rozeti (Duvernoy, 1833) – ryjoskoczek północnoafrykański
- Galegeeska Heritage & Rayaleh, 2020
- Macroscelides A. Smith, 1829 – ryjkonos
- Petrodromus W. Peters, 1846 – długoszek – jedynym przedstawicielem jest Petrodromus tetradactylus W. Peters, 1846 – długoszek czteropalczasty